# 울란우데 항공기 공장

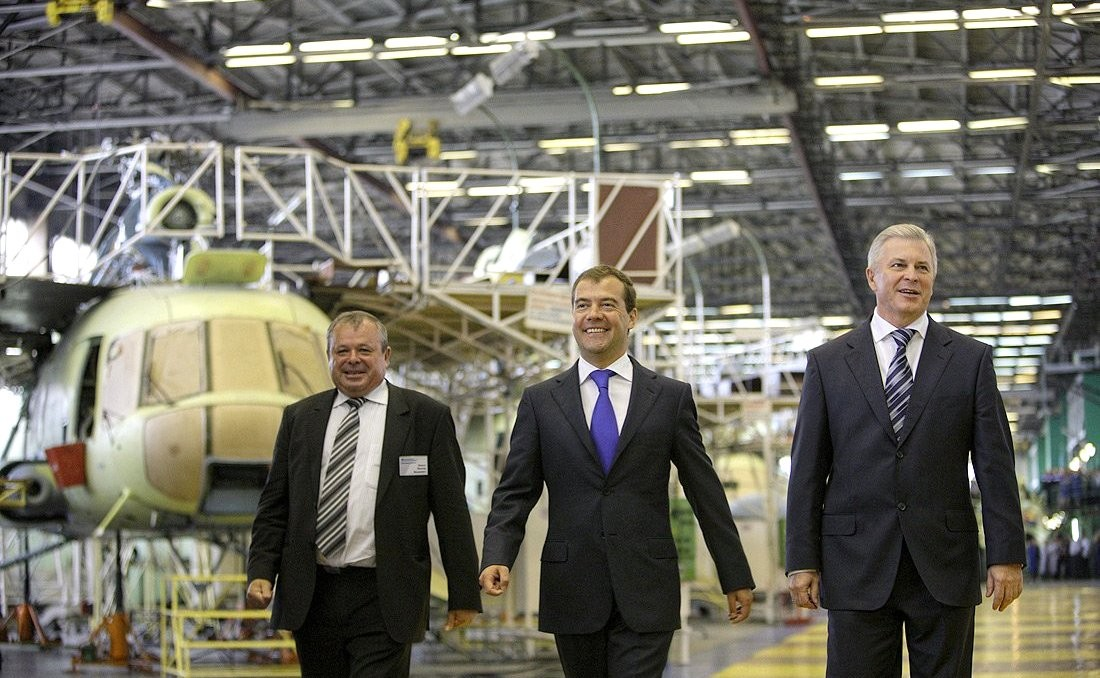
메드베데프 러시아 대통령이 2009년 8월 울란우데 항공기 공장을 방문했다.

울란우데 항공기 공장(러시아어: Улан-Удэнский авиационный завод)는 러시아 부랴트 공화국의 수도인 울란우데에 위치한 항공기 제작 공장이다.

## 개요
2009년 현재 Mi-8Т, Mi-171Sh 헬리콥터, Su-25UB, Su-39 공격기를 주로 생산한다.
2011년 8월, 북한 김정일이 울란우데 항공기 공장을 방문했다. 언론에서는 수호이 전투기 판매를 러시아에 요청했다고 하는데, 울란우데 항공기 공장에서 생산하는 수호이기는 Su-25 공격기 뿐이다. 북한은 아시아 최초로 Su-25 30여대를 도입하여 실전배치 하고 있다.
Su-25 공격기는 러시아판 A-10 선더볼트 II에 해당한다. 즉, 최대이륙중량이 모두 20톤급인, 아음속 공격기다.
울란우데 항공기 공장의 주된 생산품인 밀 Mi-8은 17,000여대가 생산, 50여개국에 수출되어, 세계에서 가장 많이 생산된 헬기 중 하나다. 남북한이 모두 사용 중이다. 24명 승객을 태울 수 있으며, 최대이륙중량은 블랙호크, 아파치(10톤)와 비슷한 12톤이다. 2010년 초도비행에 성공하여, 현재 개발중인 한국의 수리온은 한국판 밀 Mi-8에 해당하는 헬기다. 즉, 외양, 용도, 최대이륙중량이 사실상 같다.
요약하면, 울란우데 항공기 공장은 러시아판 썬더볼트와 수리온을 생산하는 곳이다.

## 같이 보기
- 밀 Mi-8
- 수호이 Su-25